# 郭敬明
郭 敬明（かく けいめい）は、中華人民共和国の作家、映画監督。上海大学影視芸術技術学院卒業。
1980年以降に生まれた「80後（バーリンホウ）」作家を代表する人物の1人で、中国の若者、特に若い女性（主に14歳以下）から大きな支持を集めている。ニューヨーク・タイムズは2008年5月4日付の記事で「中国でいま最も成功している商業同人作家」と紹介している。

## 来歴
郭は、高校生であった2001年と2002年に、雑誌『萌芽』と北京大学などのいくつかの大学が主催する30歳以下限定の文学賞「新概念作文大賽」(zh)で1等を2年連続で受賞し、その後大学在学中の2003年にファンタジー小説『幻城』でデビューした。『幻城』は若者の間で大きな反響を呼び、150万部を売り上げた。2007年に出版された第4長編『悲傷逆流成河』（邦題：悲しみは逆流して河になる）は発売1週間で100万部を売り上げている。同年に中国作家協会(zh)に入会したことは賛否両論を呼んだ。
作家活動のほか、タレント的な活動も行っており、自らが編集長を務め、2004年から不定期に発行しているムックシリーズ『島』ではコラムの執筆のほか、自身をモデルとした写真を多数掲載している。2005年に発行されたCD付き小説『音楽小説・迷蔵』では歌手デビューも果たした。
2006年11月より編集長として月刊の文芸誌『最小説』を刊行しているが、2009年1月からは新たに別冊の「最漫画」などを加え月2回刊行にするなど刷新した。
インタビューでは、中国の作家では蘇童、日本の作家では片山恭一や村上龍が好きだと答えている。
荘羽の小説「圈里圈外」を盗用したとされ、北京の裁判所から20万元（約350万円）の賠償命令が下り、「2006年の十大著作権侵害事例」に選ばれるほど、社会に大きな影響を与えた。夢枕獏の『陰陽師』を原作とし、脚本と監督を手掛けた2020年制作の映画『晴雅集』は公開後、過去の盗作問題を理由に上映中止となった。日本ではNetflixで『陰陽師:とこしえの夢』の邦題で配信された。

## 雑誌『最小説』
『最小説』は長江文芸出版社北京図書センターが刊行する月刊の若者向け文芸誌。2006年11月創刊。キャッチコピーは「少年新文芸 青春最小説」。郭敬明が編集長を務めている。
郭敬明本人は創刊号から長編『悲傷逆流成河』を連載したほか、第5長編『小時代』などを執筆している。ほかに、同じく80後作家である落落、七菫年、林汐、笛安らが作品を発表している。雑誌自体は月1回刊行の時で毎月50万部を売り上げており、連載をまとめた単行本は、郭敬明の作品で100万部以上、その他の作家の作品で20万部以上の売り上げがある。
『最小説』は、2009年1月より月2回刊行となり、『最小説』と新たに刊行する『最漫画』がセットで毎月中旬に発売、ビジュアルを重視した『最映刻』と『I WANT』がセットで毎月末に発売となった。
日本の文芸誌『ファウスト』編集部は、『最小説』創刊直後からこの雑誌に注目し、『最小説』創刊の4ヶ月後には郭敬明と当時『最小説』のアートディレクションをしていたhanseyにインタビューを行っている。『ファウスト』Vol.7（2008年8月）では、『ファウスト』と『最小説』で互いに作家を紹介し合っていくという計画に触れられているが、『ファウスト』Vol.7で郭敬明の長編『悲傷逆流成河』冒頭部の邦訳と、『最小説』のイラストレーター年年のイラストが紹介されて以降、続報は聞かれない。

## 主要小説作品リスト
- 2003年 『幻城』 長編第1作
- 2003年 『左手倒影、右手年華』 エッセイ
- 2002年 『愛与痛的辺縁』 エッセイ
- 2003年 『夢里花落知多少』 長編第2作
- 2004年 『天亮説晚安』
- 2004年 『猜火車』
- 2004年 『一夢四年』
- 2004年 『天下』
- 2004年 『刻下来的幸福時光』
- 2005年 『1995-2005 夏至未至』 長編第3作
- 2005年 『迷蔵』 音楽小説（小説と音楽CD）
- 2006年 『無極』 小説
- 2007年 『悲しみは逆流して河になる（悲傷逆流成河）』小説　-　長編第4作。『最小説』に連載後、単行本化。第1回のみ日本語訳され『ファウスト』Vol.7、講談社、2008年8月に掲載。
- 2007年 『N.世界』
- 2008年 『小時代1.0折紙時代』 - 長編第5作。『最小説』に連載後、単行本化。
- 2009年 『小時代2.0虚銅時代』
- 2009年 『臨界·爵迹』
- 『島』シリーズ
- 月刊誌『最小説』（2006年11月〜）

## 映画
- 2020年 『陰陽師:とこしえの夢』（監督・脚本）
- 公開未定　『瀧夜曲』（監督・脚本）